# مارپل آگاتا کریستی
مارپل آگاتا کریستی (انگلیسی: Agatha Christie's Marple) یک مجموعه تلویزیونی ساخت کشور بریتانیا و محصول شبکه آی‌تی‌وی بر پایه رمان خانم مارپل اثر آگاتا کریستی است.
این مجموعه تلویزیونی که در ۶ فصل ۲۳ قسمتی ساخته شده است از تاریخ ۱۲ دسامبر ۲۰۰۴ تا ۲۹ دسامبر ۲۰۱۳ پخش شده است.

## بازیگران
| بازیگر                           | نقش              |
| -------------------------------- | ---------------- |
| جرالدین مک ایوان و جولیا مک کنزی | خانم مارپل       |
| استیون چارچت                     | کرونِر            |
| جوانا لاملی                      | دالی بَنتری       |
| ریچارد ئی. گرانت                 | ریموند وست       |
| گرتا اسکاکی                      | تاپِنس برسفورد    |
| آنتونی اندروز                    | تامی برسفورد     |
| بندیکت کامبربچ                   | لوک فیتز ویلیام  |
| پنلوپه ویلتون                    | کَری لوئیز سِروکُلد |
| لینزی دانکن                      | مارینا گِرِگ       |
| سوفیا مایلز                      | گوئِندا هالیدِی    |
| امیلی بیچام                      | الویرا بلیک      |
| تیموتی دالتون                    | کلایو تِرِوِلیان    |
| جوآن کالینز                      | روت ون رِیداک     |
| توبی استیونز                     | جورج پِریچارد     |
| جی جی فیلد                       | پُل آزبورن        |
| زوئی وانامیکر                    | لیتیتیا بِلَک لَک   |
| پالی واکر                        | بسی سجویک        |
| شان بیگرستف                      | بابی اَتفیلد      |
| رابرت وب                         | تیم کندال        |
| فیونا شاو                        | کاترین گرین شاو  |
| متیو گود                         | پاتریک سیمونز    |
| اما گریفیتس مالین                | جینا السورت      |
| پیپا بنت-وارنر                   | ویکتوریا         |
| فرانچسکا آنیس                    | لیدی سِلینا هِیزی  |
| رز هینی                          | گلادیس           |
| سیلویا سیمز                      | لاوینیا پینکِلتون |
| شارون اسمال                      | مری پریچارد      |
| کلاری بلوم                       | خاله آدا         |
| میریام کارلین                    | مارجری مودی      |
| اونا استابز                      | خانم پاگِت        |
| آندری مومبولو                    | ماما زاگبی       |
| نیکولاس پارسونز                  | پدر گورمن        |
| روث ویلسون                       | جورجینا بارو     |

## پخش
در فصول ۳٬۲٬۱ جرالدین مک ایوان نقش خانم مارپل را بازی کرد.

### فصل ۱
| تاریخ          | قسمت                    | بیننده (میلیون) |
| -------------- | ----------------------- | --------------- |
| ۱۲ دسامبر ۲۰۰۴ | جسدی در کتابخانه        | ۸٫۷۲            |
| ۱۹ دسامبر ۲۰۰۴ | قتل در خانه کشیش        | ۸٫۳۶            |
| ۲۶ دسامبر ۲۰۰۴ | قطار ساعت ۴:۵۰ پدینگتون | ۵٫۹۵            |
| ۲ ژانویه ۲۰۰۵  | اعلام یک قتل            | ۷٫۷۸            |

### فصل ۲
| تاریخ         | قسمت            | بیننده (میلیون) |
| ------------- | --------------- | --------------- |
| ۵ فوریه ۲۰۰۶  | جنایت خفته      | ۸٫۷۴            |
| ۱۲ فوریه ۲۰۰۶ | انگشت متحرک     | ۷٫۸۹            |
| ۱۹ فوریه ۲۰۰۶ | سوزش سر انگشتان | ۷٫۹۳            |
| ۳۰ آوریل ۲۰۰۶ | راز سیتافورد    | ۶٫۵۸            |

### فصل ۳
| تاریخ           | قسمت           | بیننده (میلیون) |
| --------------- | -------------- | --------------- |
| ۲۳ سپتامبر ۲۰۰۷ | در هتل برترام  | ۵٫۴۱            |
| ۳۰ سپتامبر ۲۰۰۷ | مصیبت بی گناهی | ۵٫۵۴            |
| ۳ اوت ۲۰۰۸      | به طرف صِفر     | ۵٫۸۴            |
| ۱ ژانویه ۲۰۰۹   | فرشته انتقام   | ۴٫۴۸            |

در فصول ۶٬۵٬۴ جولیا مک کنزی نقش خانم مارپل را بازی کرد.

### فصل ۴
| تاریخ           | قسمت                                     | بیننده (میلیون) |
| --------------- | ---------------------------------------- | --------------- |
| ۶ سپتامبر ۲۰۰۹  | جیب پر از چاودار                         | ۵٫۳۹            |
| ۱۳ سپتامبر ۲۰۰۹ | قتل آسان است                             | ۴٫۸۶            |
| ۱ ژانویه ۲۰۱۰   | چشم‌بندی (آنها با آینه این کار را می‌کنند) | ۵٫۵۵            |
| ۱۵ ژوئن ۲۰۱۱    | چرا از ایوانز نپرسیدند؟                  | ۴٫۵۱            |

### فصل ۵
| تاریخ          | قسمت                     | بیننده (میلیون) |
| -------------- | ------------------------ | --------------- |
| ۳۰ اوت ۲۰۱۰    | مَرکَب مرگ (اسب رنگ پریده) | ۵٫۱۱            |
| ۲۷ دسامبر ۲۰۱۰ | راز دودکش‌ها              | ۵٫۰۶            |
| ۲۹ دسامبر ۲۰۱۰ | گل شمعدانی آبی           | ۵٫۹۶            |
| ۲ ژانویه ۲۰۱۱  | آیینه سرتاسر ترک برداشت  | ۴٫۹۳            |

### فصل ۶
| تاریخ          | قسمت           | بیننده (میلیون) |
| -------------- | -------------- | --------------- |
| ۱۶ ژوئن ۲۰۱۳   | معمای کارائیب  | ۴٫۸۹            |
| ۲۳ ژوئن ۲۰۱۳   | حماقت گرین شاو | ۵٫۱۱            |
| ۲۹ دسامبر ۲۰۱۳ | شب بی‌پایان     | ۵٫۳۴            |